# Chagulak
Chagulak (en aleutià Chugul, Chugula, Chegoula o Tchougoulok) és una illa petita, molt muntanyosa, que forma part de les illes Four Mountains, un subgrup de les illes Aleutianes, a l'estat d'Alaska, Estats Units, que es troba entre les illes Fox i les illes Andreanof. Està separada per l'estret d'Amukta de la propera Amukta, de la qual dista uns 7 quilòmetres.
L'illa, amb una amplada de 3,1 quilòmetres, està formada íntegrament per un con volcànic, el mont Chagulak, que s'eleva fins als 1.142 msnm. Es tracta d'un estratovolcà del qual no es tenen notícies d'erupcions recents i del que se sap ben poca cosa.

## Galeria

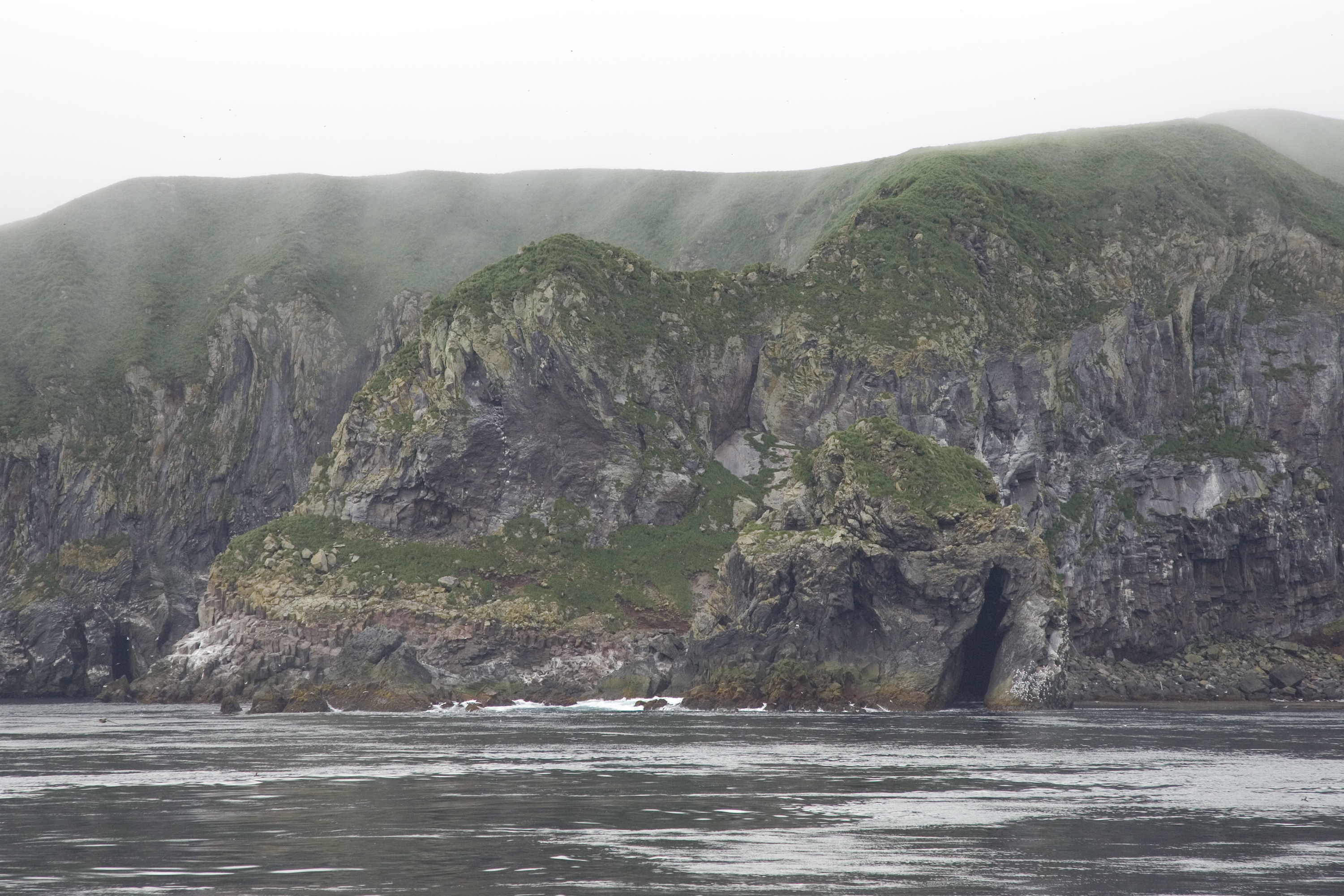
Primer pla de Chagulak
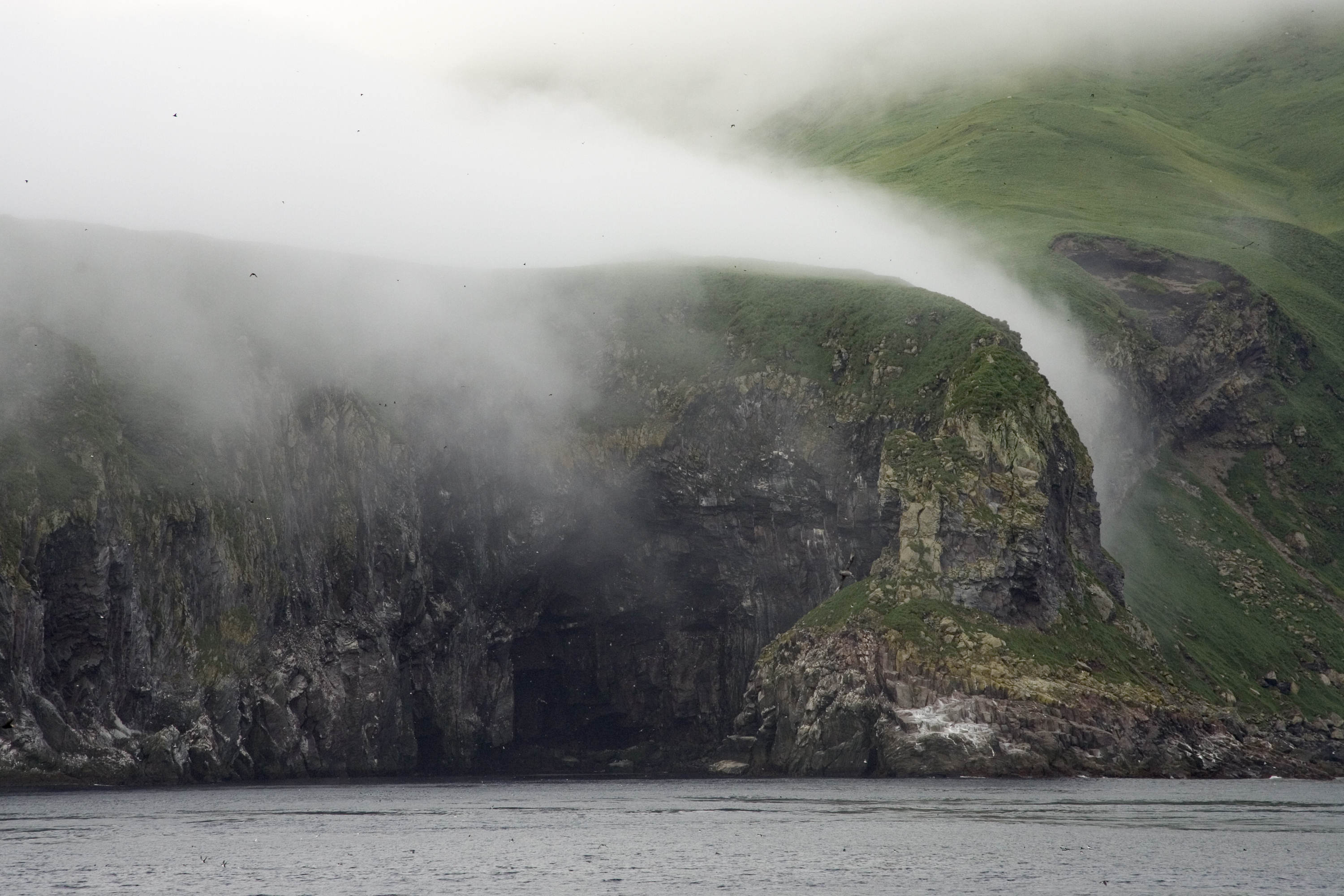
Vista de la costa amb boira
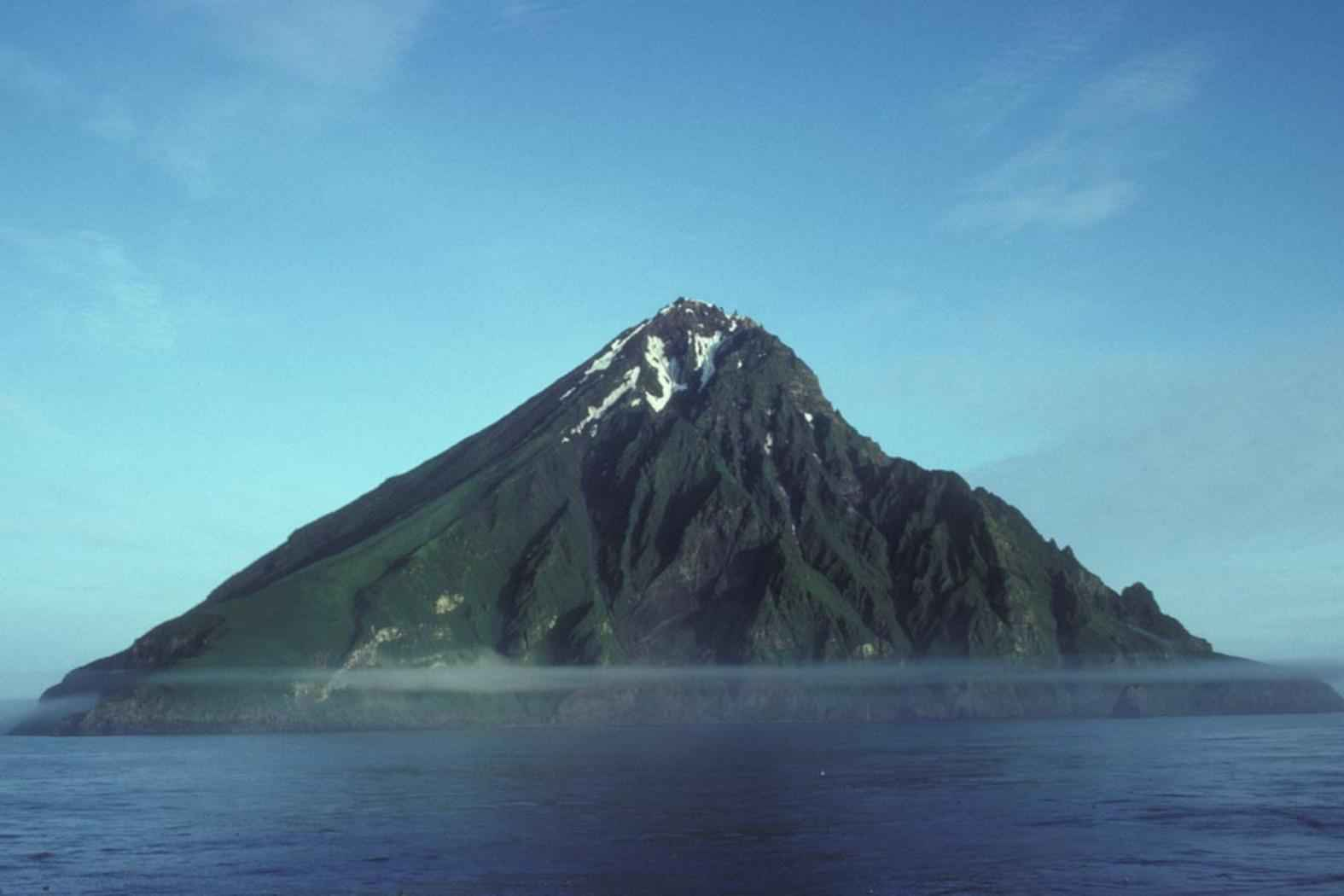
Vista de Chagulak
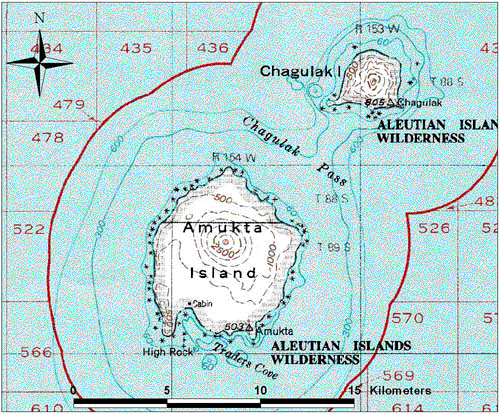
Mapa, amb Amutka i Chagulak